# Музыкальный жанр
Музыка́льный жанр (музыкальное направление) — род музыки, музыкальных произведений, характеризующийся определёнными сюжетными, композиционными, стилистическими и др. признаками; а также отдельные разновидности этого рода.
Понятие жанра в музыке стоит на границе категорий содержания и формы и позволяет судить об объективном содержании произведения, исходя из комплекса использованных выразительных средств. Характеризует, как правило, исторически сложившиеся роды и виды музыкальных произведений.
По мнению Т. В. Чередниченко, музыкальный жанр — многозначное понятие, характеризующее роды и виды музыкального творчества в связи с их происхождением, условиями исполнения и восприятием.
В теории музыкальных жанров нет единой системы классификации музыкальных жанров — разные учёные исходят в её построении из различных факторов. Современная тенденция — «размывание» границ между музыкальными жанрами.
В русской школе музыковедения принято обозначать четыре основных музыкальных направления или группы: народная музыка, духовная музыка, академическая музыка и популярная музыка. К каждому направлению принадлежит некоторое количество жанров музыки и у каждого жанра есть множество поджанров.

## Многозначность
Многозначность понятия музыкального жанра связано с тем, что не все определяющие его факторы действуют одновременно и с равной силой. Поэтому в музыковедении сложились различные системы классификации музыкального жанра, которые зависят от того, какой из обусловливающих жанр факторов рассматривается в качестве основного. Нередко одно и то же произведение может быть охарактеризовано с разных точек зрения или один и тот же жанр можно отнести к нескольким жанровым группам. Можно выделить и «жанры внутри жанров», например, входящие в оперу различные жанры вокальной и инструментальной музыки. Опера же является по существу синтетическим жанром, в котором объединяются различные виды искусства. Поэтому при классификации необходимо иметь в виду, какой именно фактор или сочетание нескольких факторов является решающим. Жанровые черты могут переплетаться: например, песенно-танцевальные жанры. Состав исполнителей и способ исполнения определяют наиболее распространённую классификацию жанров. Это прежде всего разделение на вокальные и инструментальные жанры. Некоторые жанры имеют сложную историю, затрудняющую их классификацию. Так, кантата может представлять собой и камерное сольное произведение, и крупное сочинение для смешанного состава (xop, солисты, оркестр).

## Жанр и форма
Понятие музыкального жанра отчасти сближается с одним из значений музыкальной формы. Некоторые зарубежные исследователи, говоря о понятиях «жанр» и «форма», показывают, как разные по форме произведения, могут быть одинаковыми по жанру, и наоборот.
Понятие музыкального жанра отображает основную проблему музыковедения и музыкальной эстетики — взаимосвязь между внемузыкальными факторами творчества и её сугубо музыкальными характеристиками. Музыкальный жанр является одним из важнейших средств художественного отождествления. Понятие музыкального жанра может рассматриваться в более широком и более узком аспекте. В более широком говорят об оперном, симфоническом, камерном жанре и т. д. В более узком различают жанры лирической и комической оперы; симфонии и симфониетты; арии, ариозо, каватины и т. п.
Ряд исследователей (в частности Виктор Цуккерман) различают первичные и вторичные музыкальные жанры. Первичные непосредственно связаны с условиями их бытования, а вторичные жанры формировались в условиях концертного исполнительства.
Е. Назайкинский выделяет три исторические формы функционирования жанров — синкретическую, эстетическую и виртуальную. В синкретической форме, которая характеризуется синхронностью творчества и восприятия, музыкальный жанр выступает прежде всего как канон, который обеспечивает воспроизведение соответствующей определённой традиции ситуации. В эстетической форме, появившейся с распространением нотной записи, музыка становится эстетическим феноменом и на первый план выходят семантические функции. В виртуальной форме, которая благодаря распространению звукозаписи характеризуется возможностью воспринимать музыку в различных условиях, на первый план выходят структурообразующие функции жанра, что нередко приводит к путанице терминов музыкального жанра и стиля, особенно в популярной музыке.